# Haldenwaldsänger
Der Haldenwaldsänger (Helmitheros vermivorum, Syn.: Helmitheros vermivorus) ist ein kleiner Singvogel in der Familie der Waldsänger (Parulidae) und die einzige Art in der Gattung Helmitheros. Die Brutgebiete befinden sich in den USA. Über den Winter wandert die Art nach Zentralamerika und auf die Westindischen Inseln. Die IUCN listet die Art als „nicht gefährdet“ (least concern).
Die englische Bezeichnung Worm-eating Warbler ist eine für den Vogel falsch benannte Bezeichnung. Von Würmern ernährt sich die Art nicht. Die Benennung leitet sich offensichtlich von der Tatsache ab, dass sich die Art vor allem von Raupen ernährt, obwohl es dabei keinen Unterschied zu mehreren anderen Waldsängerarten gibt.

## Merkmale

### Aussehen
Haldenwaldsänger erreichen eine Körperlänge von 13 Zentimetern und im Durchschnitt ein Gewicht von 13 Gramm. Die Flügellänge beträgt bei Männchen 6,6 bis 7,3 Zentimeter und bei Weibchen 6,3 bis 7,0 Zentimeter. Erwachsene Haldenwaldsänger haben breite schwärzliche Scheitelseitenstreifen sowie einen langen schwärzlichen Augenstreif von den Zügeln bis in den Nacken. Das restliche Kopfgefieder und der Nacken mit olivbraunen Flecken an den Nackenseiten ist braungelb. Das Oberseitengefieder ist olivbraun und die Flügel und die Steuerfedern schwärzlich-braun mit olivbraunen Säumen. Das Kehl- und obere Brustgefieder ist braungelb, am Bauch und an den Unterschwanzdecken ist das Gefieder blass beigeoliv. Der lange und dornartige Schnabel ist blass hornfarben mit einem dunklen Schnabelfirst. Er ist sichtlich schmaler als beim Swainson-Waldsänger (Limnothlypis swainsonii). Die Beine sind rosa-fleischfarben.
Im Jugendkleid sind die Scheitelseitenstreifen und der Augenstreif düster gefärbt. Der Großteil des Gefieders ist beige. Der Mantel ist bräunlich und der Bauch und die Unterschwanzdecken blass beige. Die mittleren und großen Armdecken haben schmale blasse zimtbraune Säume und formen zwei undeutliche Flügelbinden. Der Schnabel und die Beine sind blasser als bei den erwachsenen Tieren.

### Stimme und Gesang
Die Stimme ist ein scharfes und liebliches „tchip“. Sie ähnelt der des Swainson-Waldsängers, ist jedoch weicher. Des Weiteren ist im Flug und auf dem Boden ein kurzes, hastiges, geringfügig lebhaftes „zeet-zeet“ zu hören.
Der Gesang wird eintönig vorgetragen und besteht aus einem kurzen und kräftigen Trillern. Er ist dem der Schwirrammer (Spizella passerina) und dem des Kiefer-Waldsängers (Dendroica pinus) sehr ähnlich. Gelegentlich wird der Gesang im Flug abgeschwächt wiedergegeben.

## Lebensraum, Ernährung und Fortpflanzung
Haldenwaldsänger bewohnen während der Brutzeit bewaldete Berghänge und Schluchten mit viel Unterholz, meist nah an kleinen Bächen und Flüssen. Während der Wanderung kommen sie in allen Waldtypen mit dichtem Unterholz vor. In den Wintergebieten beziehen sie vorwiegend niedrig liegende tropische Regenwälder unterhalb von 1500 Metern. Manchmal ziehen sie auch bis zu einer Höhe von 2000 Metern.
Ihre Nahrung besteht aus Insekten und Spinnen, die sie im Unterholz oder bis zu einer Höhe von 10 Metern in den Bäumen suchen. Oft untersuchen sie dabei trockene Blattbüschel. Dieses Verhalten zeigen sie bevorzugt im Winter. Sie können gelegentlich auch am Boden bei der Nahrungssuche beobachtet werden, wobei sie dort Blätter wenden, um an die Unterseite zu kommen.
Brutzeit ist von Mai bis Juni. Das schalenförmige Nest legen sie gut versteckt auf dem Boden an. Oft wird dabei ein Busch oder ein Setzling gewählt. Als Nistmaterial benutzen sie verwelkte Blätter und zur Auskleidung Haare, Moos oder auch Halme von Ahornsamen. Ein Gelege besteht aus drei bis sechs Eiern, meist jedoch aus vier bis fünf Eier. Die Entwicklungszeit beträgt etwa 13 Tage, die Nestlingszeit 10 Tage. Um Prädatoren vom Nest abzulenken, können die Weibchen Verletzungen vortäuschen.

## Verbreitung und Wanderung
Ihre Brutgebiete erstrecken sich im Osten der USA nordwärts bis in den Norden von Indiana, Ohio, Pennsylvania und Neuengland sowie westwärts bis nach Missouri und bis in den äußersten Osten und äußersten Nordosten von Oklahoma. Über den Winter ziehen die Vögel nach Zentralamerika (vom südlichen Mexiko bis nach Panama) sowie auf die Westindischen Inseln (gewöhnlich Bahamas und Große Antillen). Auch in Venezuela ist im Winter einmal ein Individuum nachgewiesen worden.
Die östlichen Brutvögel ziehen entlang der atlantischen Küste nach Florida und weiter auf die Westindischen Inseln; die Brutvögel in den westlichen Gebieten wandern südlich durch das Mississippi-Tal bis zum Golf von Mexiko. Von dort aus fliegen die meisten über die Yucatánstraße oder östlich nach Veracruz in ihre Wintergebiete. Ein Teil zieht weiter entlang des Golfs von Mexiko zu den Wintergebieten.
Mitte August beginnt für die Vögel die Wanderung. Ihre Wintergebiete erreichen die meisten Mitte September. Die Rückwanderung zu den Brutgebieten beginnt Anfang März. In den südlichen Brutgebieten kommen die Vögel Mitte April an, die nördlichen Brutgebiete erreichen die Tiere Mitte Mai.
Innerhalb der USA wandern die Vögel gelegentlich nach Nebraska und Kansas. Auch in diesen zwei Staaten wurde schon gebrütet. Selten ziehen sie im Frühjahr nach Kalifornien. Des Weiteren gibt es Wanderungen nach Nevada, Wyoming, Colorado, Arizona, New Mexico, North Dakota, South Dakota und nach Neuengland sowie nach Saskatchewan, Ontario, Québec, New Brunswick und Nova Scotia in Kanada.